# Riserva naturale integrale della Camosciara
La riserva naturale integrale della Camosciara, comunemente nota come Camosciara, è un'area naturale protetta situata nei comuni di Civitella Alfedena, Opi e Pescasseroli, in provincia dell'Aquila, che rappresenta il nucleo originario e centrale del parco nazionale d'Abruzzo, Lazio e Molise.

## Storia

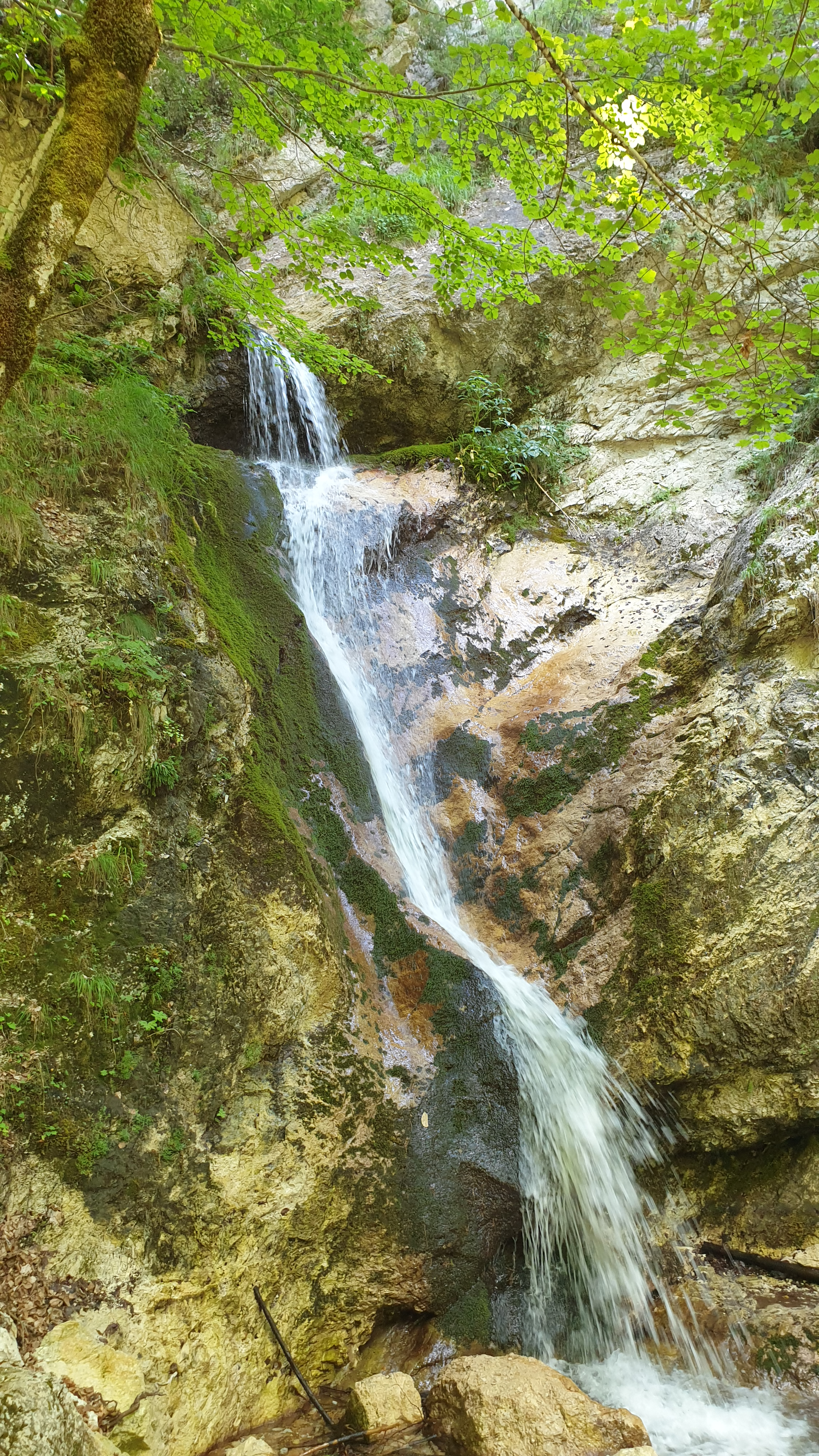
Cascata delle tre cannelle

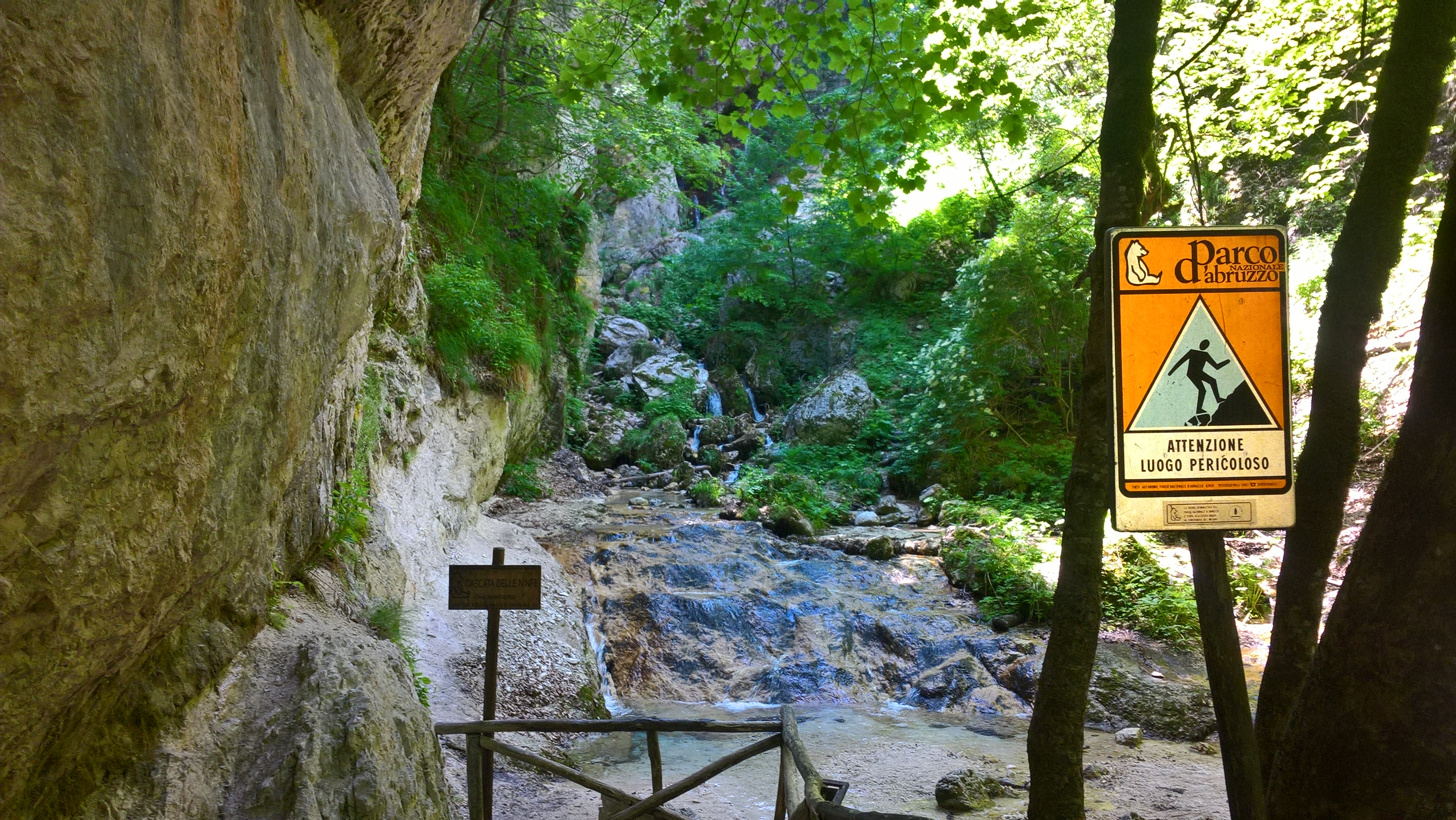
Scorcio della cascata delle Ninfe

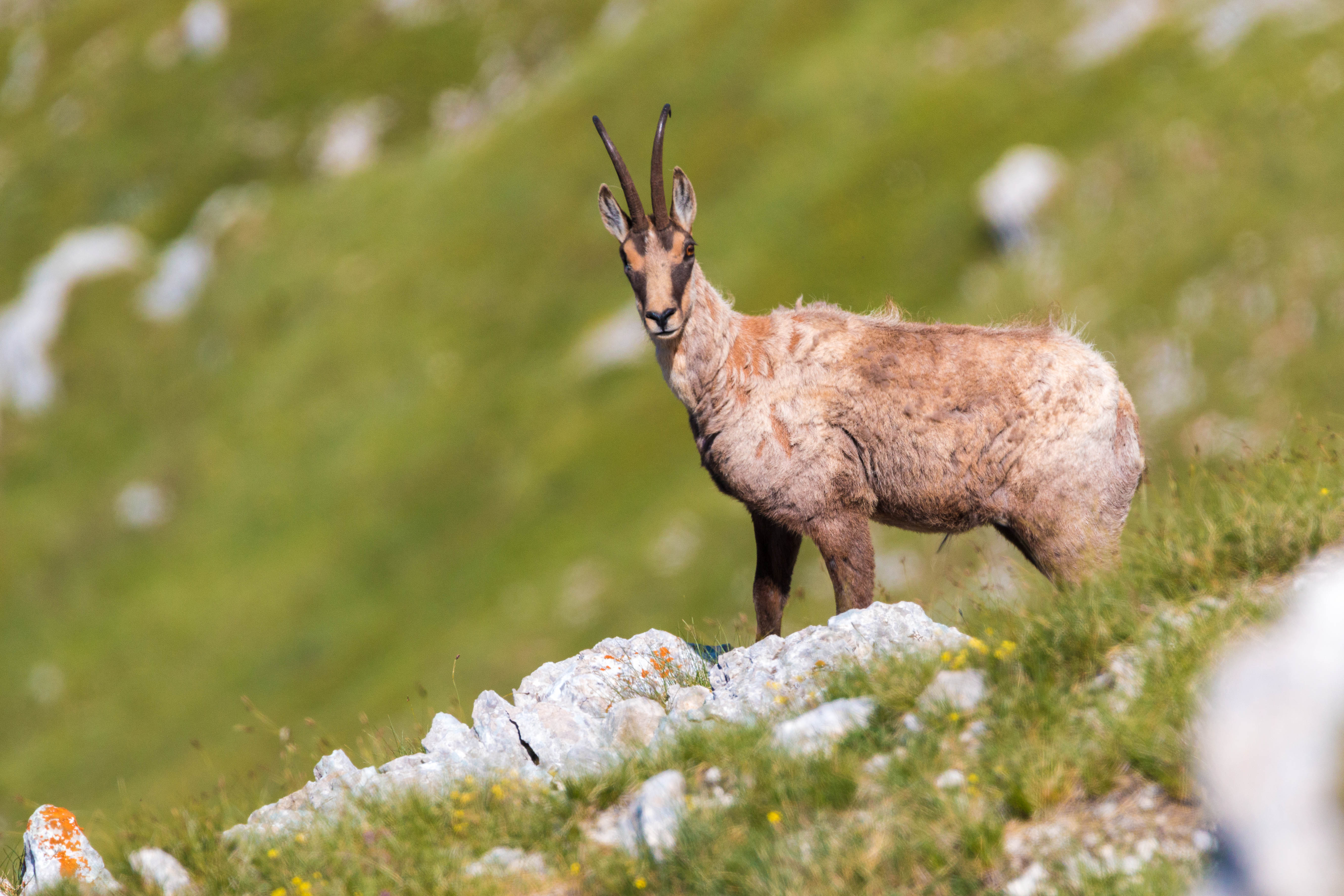
Camoscio d'Abruzzo sul monte Marsicano

Il toponimo Camosciara è legato alla cospicua presenza, nell'area protetta appenninica, del camoscio d'Abruzzo, sottospecie endemica di camoscio. 
Sul finire dell'Ottocento, in questa area e nei territori contigui della Marsica e dell'Alto Sangro, fu istituita una riserva reale di caccia simile alla precedente Riserva reale Alta Val di Sangro, voluta dalla famiglia Sipari e soppressa nel 1878, pochi mesi dopo la morte di re Vittorio Emanuele II. Nel 1900 la riserva reale di caccia fu di nuovo istituita con il coinvolgimento di un maggior numero di comuni da Vittorio Emanuele III, rimanendo in vigore fino al 1912. Essa rappresentò, unitamente alla tutela ambientale di cui, dal 1921, godeva la Camosciara, il primo passo per la creazione del parco nazionale d'Abruzzo, che venne ufficialmente istituito l'11 gennaio 1923.
Durante gli anni sessanta, la provincia dell'Aquila avallò il controverso progetto di realizzazione di una strada a servizio di un impianto sciistico progettato per favorire il turismo invernale.
Nel 1998 il comune di Civitella Alfedena, di concerto con l'ente gestore del parco nazionale, una volta entrato in possesso dell'infrastruttura viaria, l'ha completamente chiusa al traffico motorizzato.
Altri provvedimenti volti alla completa tutela ambientale hanno determinato uno status di riserva naturale integrale, includendo i sentieri provenienti da Opi e Pescasseroli.

## Descrizione

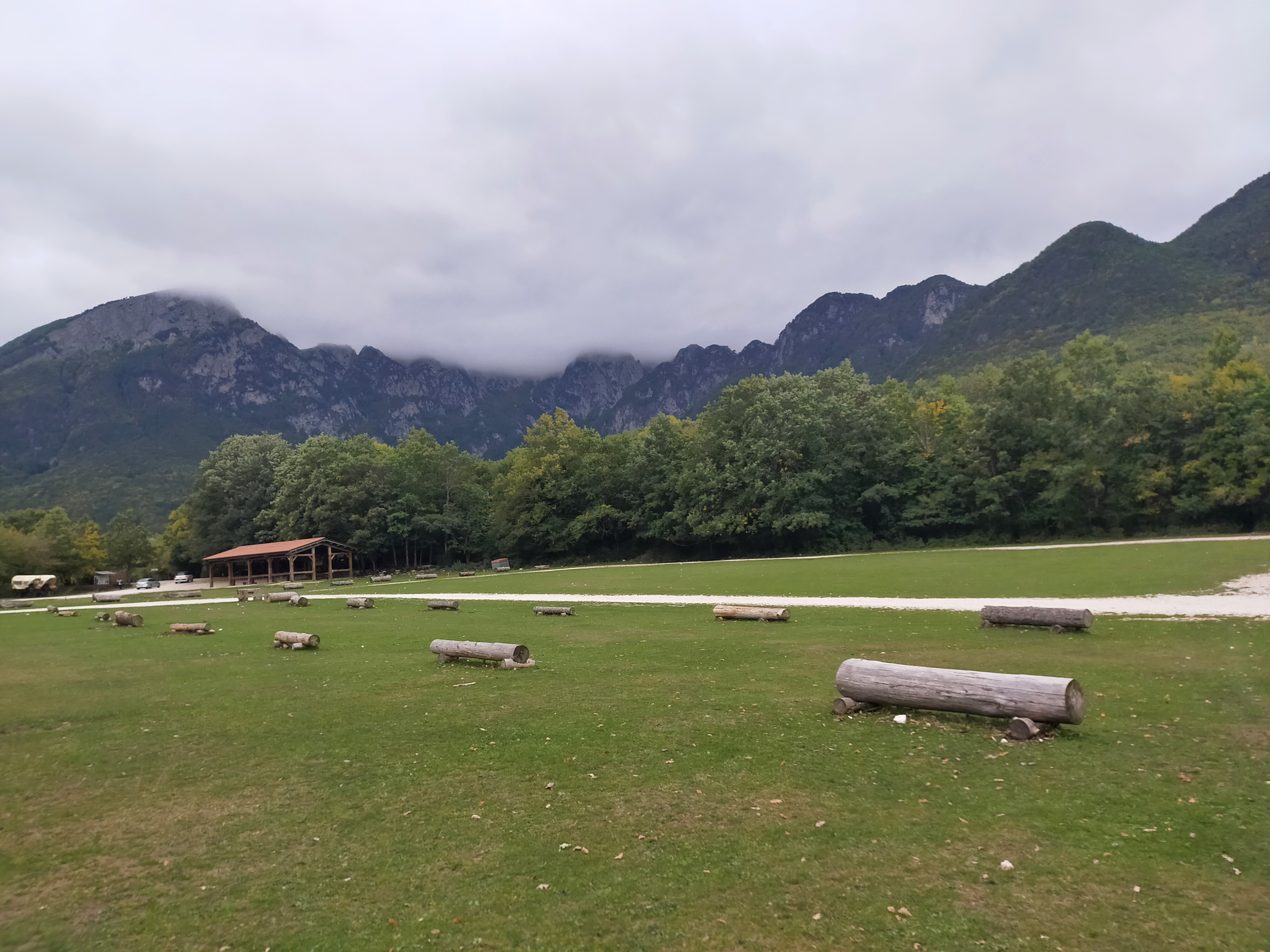
I monti che circondano la Camosciara

La corona di monti che circonda la riserva naturale integrale è costituita da rocce calcaree e dolomie che le conferiscono un aspetto dolomitico, in particolare i monti Capraro (2.100 m s.l.m.) e Sterpi d'Alto (1.966 m s.l.m.) appartenenti al gruppo montuoso dei monti Marsicani. Il territorio è caratterizzato da corsi d'acqua e cascate, come il torrente Scerto, affluente del fiume Sangro, la cascata delle Ninfe e quella delle Tre Cannelle.

## Ambiente

### Flora
Il paesaggio vegetale è caratterizzato dalla presenza preponderante di faggete e foreste di pini neri (subsp. nigra var. italica nota come pino nero di Villetta Barrea). Tra le piante endemiche figurano la scarpetta di Venere e l'iris marsica.

### Fauna
Tra gli animali l'area protetta risulta frequentata soprattutto dal camoscio d'Abruzzo, dall'orso bruno marsicano, dal lupo appenninico, dal cervo, dal capriolo e dall'aquila reale.